# Rue des Oiseaux
La rue des Oiseaux est une voie du 3e arrondissement de Paris, en France.

## Situation et accès
La rue des Oiseaux est une voie située dans le 3e arrondissement de Paris. Elle débute au 39, rue de Bretagne et se termine au 16, rue de Beauce.

## Origine du nom

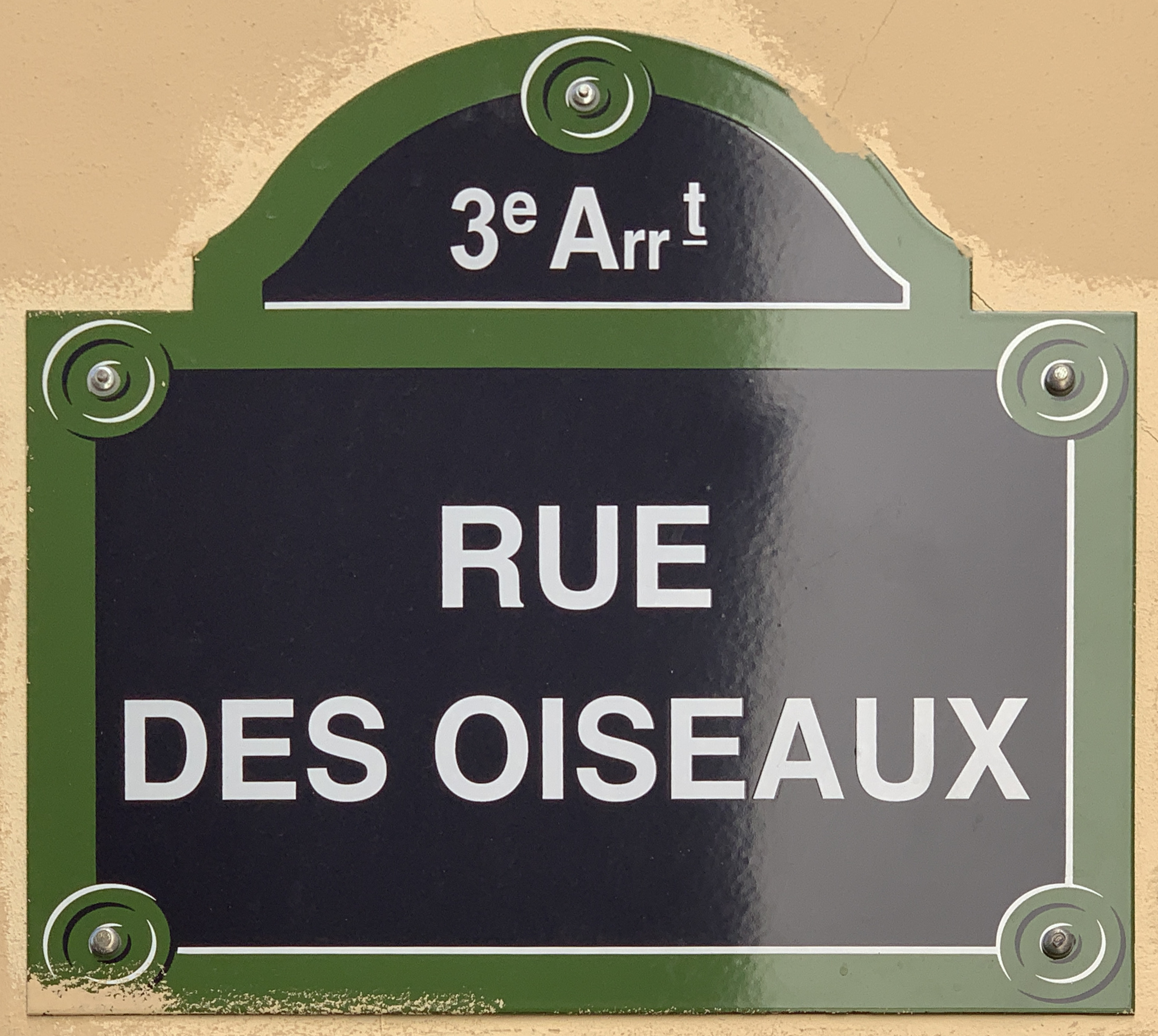
Plaque de la rue.

Elle doit son nom à l’enseigne d’un ancien commerce qui s’y trouvait.

## Historique
Elle fut tracée en 1618 sur des terrains appartenant à Claude Charlot, conseiller d'État, mais les propriétaires du marché du Marais, devenu marché des Enfants-Rouges, exigèrent « qu'il fût fait entre le marché et la ruelle une porte qui devrait s'ouvrir à des heures indiquées […] qu'il ne put passer dans la ruelle aucuns chevaux, harnois, charrettes ni carrosses, qu'enfin la ruelle fût établie par forme de servitude ».
Cette ruelle porta successivement les noms de « petite rue Charlot », « ruelle du Marché », « cul-de-sac de Beauce » et « ruelle du Marché-du-Marais ».
Une ordonnance du Bureau des finances du 10 mars 1778 porte ce qui suit : 
« Le sieur Geoffroy d'Assy sera maintenu dans la propriété de la ruelle du Marché-du-Marais pour en jouir et user ainsi qu'en a joui le sieur Claude Charlot. Lui permettons de la fermer d'une grille à l'endroit où elle se joint à la rue de Beauce, etc. »
Cette rue fut considérée comme voie publique par une décision ministérielle du 26 thermidor an VIII (14 août 1800), signée L. Bonaparte, qui en fixa la largeur à 6 mètres. Cette largeur fut portée à 10 mètres par ordonnance royale du 31 mars 1835.
Les boucheries du marché s’installent dans cette voie au XVIIIe siècle.

## Bâtiments remarquables et lieux de mémoire
La femme de lettres Madeleine de Scudéry (1607-1701) habita dans cette rue, à l'angle de la rue de Beauce.
Le Potager des oiseaux y est installé.